# عبد القادر طه الشيبي
عبد القادر طه الشيبي كبير سدنة بيت الله الحرام السابق، تولى مهمة سدانة بيت الله الحرام عقب وفاة الشيخ عبد العزيز بن عبد الله الشيبي في يوم الأحد 7 نوفمبر 2010. توفي يوم الخميس 29 ذو الحجة 1435 الموافق 23 أكتوبر 2014.

## النسب
هو الشيخ: عبد القادر بن طه بن عبد الله بن عبد القادر بن عليّ بن محمد السابع بن زين العابدين بن محمد عبد المعطي بن عبد الواحد بن محمد جمال الدين بن القاسم بن أبي السعود بن أبي فخر الدين بن محمد جمال الدين بن عمر ابن سراج الدين بن محمد بن علي بن غانم بن محمد بن مفرج بن محمد بن يحيى بن عبيدة بن حمزة بن بركات بن شيبة بن عبد الله بن شعيب بن جبير ابن شيبة بن عثمان بن أبي طلحة عبد الله بن عبد العزى بن عثمان بن عبد الدار بن قصي بن كلاب القرشي.
ويجتمعون مع الرسول محمد في قصي بن كلاب.